# Цеповки
Цеповки (укр. Ціпівки) — село в Яворовской городской общине Яворовского района Львовской области Украины.
Население по переписи 2001 года составляло 103 человека. Занимает площадь 0,344 км². Почтовый индекс — 81017. Телефонный код — 3259.